# Vâlcelele, Buzău
Vâlcelele là một xã thuộc hạt Buzău, România. Dân số thời điểm năm 2002 là 1836 người.